# Adivasi

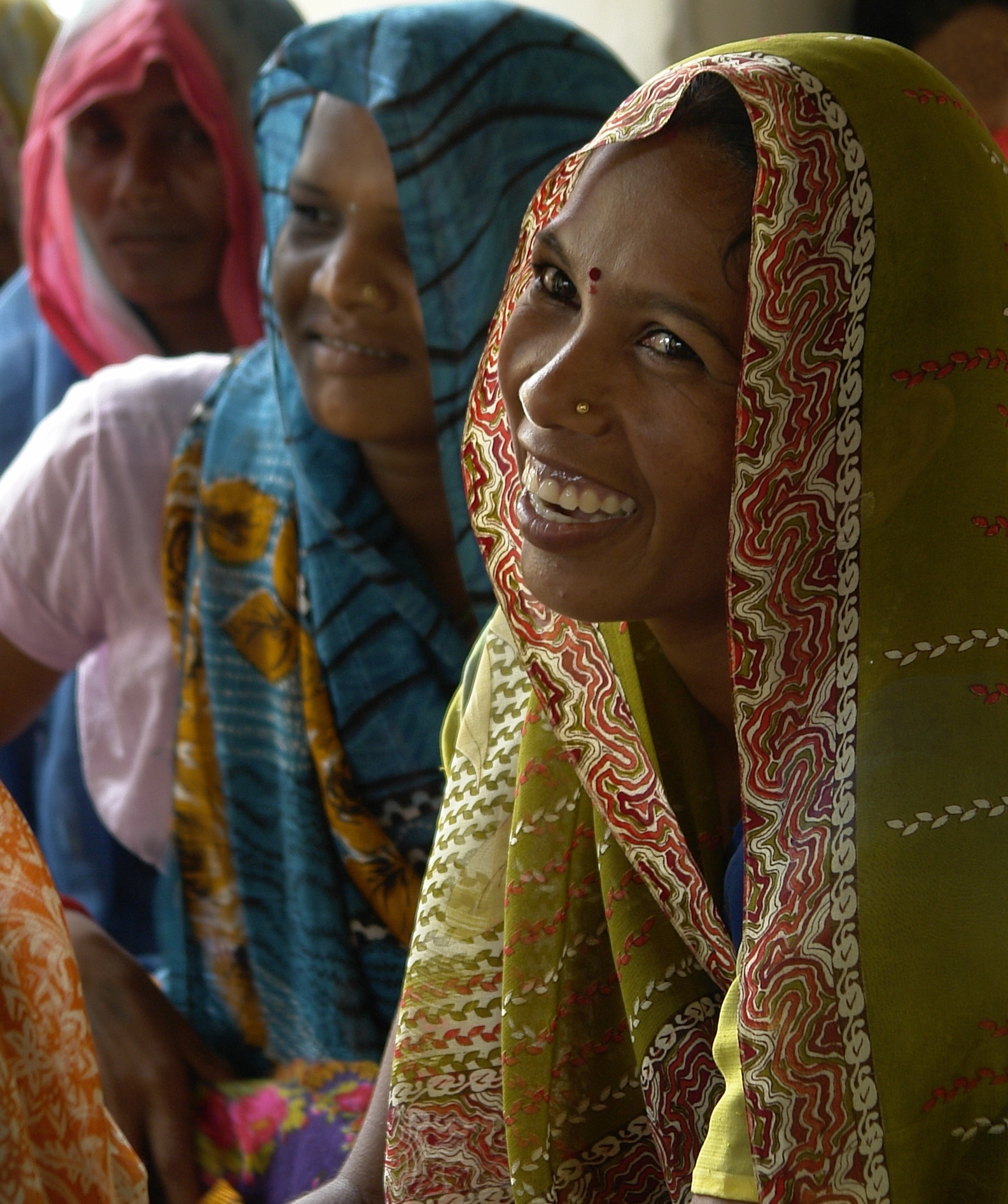
Phụ nữ thuộc bộ lạc Gond tại huyện Umaria, Madhya Pradesh

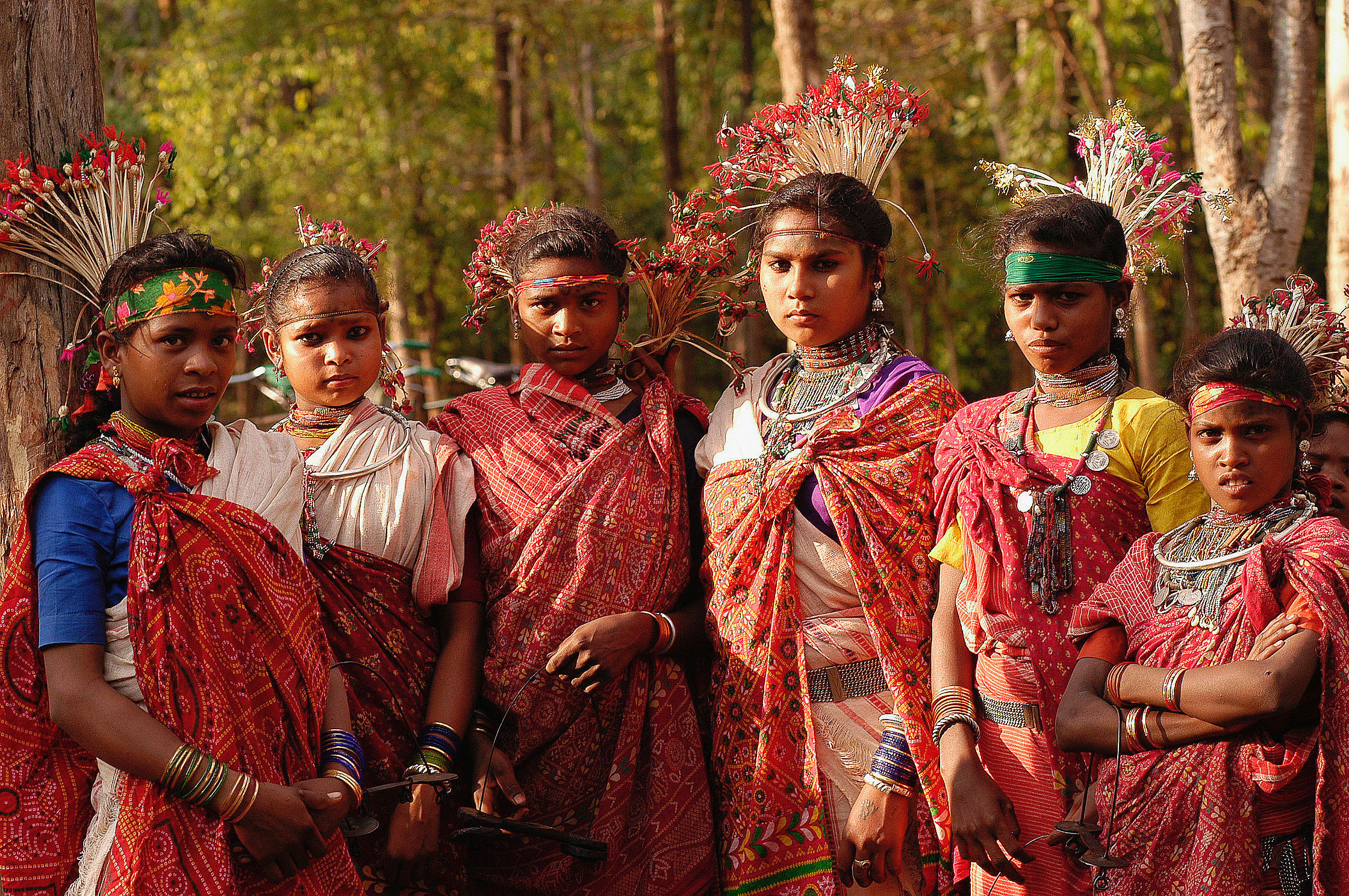
Phụ nữ Baiga

Adivasi (Hindi, m., आदिवासी, ādivāsī, thổ dân hay là người đầu tiên) là một thuật ngữ chung gọi một tập hợp không đồng nhất của các nhóm dân tộc và bộ lạc thuộc thổ dân Ấn Độ. Họ gồm một thiểu số người bản địa quan trọng của cư dân Ấn Độ. Thuật ngữ Adivasi cũng được sử dụng cho các dân tộc thiểu số của Bangladesh và người dân bản địa Veddas của Sri Lanka (tiếng Sinhala: ආදී වාස. Từ cũng được sử dụng theo nghĩa tương tự ở Nepal, đồng nghĩa một từ khác, janajati (tiếng Nepal: जनजाति; janajāti), mặc dù bối cảnh chính trị khác nhau trong lịch sử dưới triều đại Shah và Rana.
Xã hội Adivasi đặc biệt hiện diện tại các bang Andhra Pradesh, Bihar, Chhattisgarh, Gujarat, Jharkhand, Madhya Pradesh, Maharashtra, Orissa, Rajasthan, Tamil Nadu, Tây Bengal và một số bang đông bắc, và Quần đảo Andaman và Nicobar. Nhiều nhóm bộ lạc nhỏ đã bị ảnh hưởng nặng với suy thoái sinh thái gây ra bởi hiện đại hóa. Cả lâm nghiệp và nông nghiệp thâm canh đã phá hoại các khu rừng đã có du canh du cư trong nhiều thế kỷ.

## Cấu trúc
Adivasi cũng được gọi là "bộ lạc", vì họ thường có truyền thống sống trong những cộng đồng nhỏ. Họ chiếm khoảng 7% dân số Ấn Độ (khoảng 68.400.000 năm 1991). Nhóm dân cư từ bang Bihar chuyển sang Jharkhand sống từ năm 2000 là nhóm dân hiện đang có dân số lớn nhất của Adivasis.
Các Adivasi không phải là một sắc dân đồng nhất, nhưng cảm thấy thuộc về một bộ lạc (hay là sắc tộc) nhất định nào đó, bao gồm:
- các Koli và Bhil ở phương Tây
- các Gond, Dongria Kondh, Savara, Gadaba, Baiga ở miền trung tâm Ấn Độ
- các Dafla, Naga, Khasi, Garo ở vùng Đông Bắc
- các Oraon, Munda, Ho, Santal ở phía Đông
- các Chenchu, Sholega, Toda, Kota, Irula, Kurumba và Kadar ở Nam Ấn Độ

Những người dân sống tại các ngôi làng Adivasi chia sẻ một truyền thống được thể hiện bởi sự kết nối mạnh mẽ với thiên nhiên và đất quê của họ. Điệu múa truyền thống, âm nhạc và lễ hội giúp kết nối cộng đồng, và một tín ngưỡng chung (xem tôn giáo dân gian Ấn Độ).